# Guglielmo I di Guascogna
Guglielmo Sánchez in spagnolo Guillermo Sánchez; in basco Gilen Antso; in francese Guillaume Sanche; in guascone Guilhem Sans; ed in latino Willelmus Sancius. (925 circa – 23 dicembre 996) fu duca di Guascogna dal 961 fino alla sua morte.

## Origine
Figlio terzogenito del duca di Guascogna Sancho IV e della moglie di cui non si conoscono né il nome né gli ascendenti.
Sancho IV di Guascogna, secondo la Genealogia Comitum Guasconiæ era il figlio primogenito del duca di Guascogna Garcia II le Courbé (il Gobbo) e della moglie, Amuna (citata nel documento n° XXIII della Gallia Christiana tome I, Instrumenta, datato 904), figlia del conte Guglielmo I di Bordeaux. Anche nel codice di Roda, Sancho è citato, assieme ai fratelli, Guglielmo e Arnoldo e le sorelle, Andregoto e Arcibella, come figlio di Garcia II e della moglie (di cui non è precisato il nome).

## Biografia
L'origine di Guglielmo viene confermata, sia dalla Genealogia Comitum Guasconiæ, che dalla Ex Historia Abbatiæ Condomensis ed anche dal Cartulaire de Auch, come ci riferisce lo storico medievale francese, Christian Settipani. Nella sua Histoire de Gascogne, Tome I, l'abate J.J. Monlezum, conferma la discendenza di Guglielmo, ma riferisce che secondo il Cartulaire de Auch, sia il fratello, Sancho, che Guglielmo, erano figli naturali di Sancho IV.
Quando il padre morì, molto probabilmente verso il 955, secondo la Ex Historia Abbatiæ Condomensis, il suo fratello maggiore, Sancho V, pur essendo il secondogenito, gli succedette, in quanto il primogenito, Garcia, era morto bambino.
Sancho, secondo il codice di Roda, morì, nel 961, senza lasciare eredi e, secondo la Ex Historia Abbatiæ Condomensis, Guglielmo il terzogenito, gli succedette.
Verso il 970 Guglielmo usava il titolo di conte, che poco dopo tramutò in duca.
Dopo essere subentrato al fratello, nel ducato di Guascogna, Guglielmo fece una donazione all'abbazia di Saint Vincent di Lucq, che ci viene riferita nell'Appendice del Cartulaire de Saint Vincent de Lucq in cui viene anche confermato che l'avo del duca di Guascogna, Guglielmo I era originario della Spagna dove si era dovuto recare il suo genitore durante il regno dell'imperatore, Ludovico il Pio, per cui fu dedotto che il suo bisnonno Sancho III Mitarra o Menditarrat era il figlio di Maria, figlia del duca di Guascogna Aznar, che era andata in sposa a Wandregiselo, un conte della marca di Spagna, che discendeva dal duca d'Aquitania e duca di Guascogna, Oddone il Grande.
Nel 972, Guglielmo secondo le Europäische Stammtafeln, vol III, pag. 563 (non consultate).sposò Urraca di Navarra ( † dopo il 3 aprile 1009), figlia del re di Navarra García I e della seconda moglie Teresa di León, figlia del re di León, Ramiro II, e, sempre secondo le Europäische Stammtafeln, era vedova del conte di Castiglia Fernán González (910-970). Urraca viene citata in un documento della Ex Historia Abbatiæ Condomensis, del 1012, in cui si prega suffragi della anime dei defunti della famiglia comitale di Guascogna.
Nel 977 ingrandì il ducato acquisendo i territori di Agenais e Bazadais e secondo il documento n° LXII delle Recueil des chartes de l'abbaye de Saint-Benoît-sur-Loire, di quell'anno, assieme al fratello, Gombaldo, restaurò il monastero di Squill, che era stato distrutto dai Normanni.
Quando partì alla volta della Navarra per partecipare alla "Reconquista", Guglielmo lasciò il governo della Guascogna al fratello Gombaldo, vescovo d'Agen e poi di diverse altre diocesi guascone ed infine vescovo di Guascogna, che gli garantiva l'incondizionato appoggio del clero e l'appoggio delle alte gerarchie della chiesa di Guascogna; infatti nel documento n° LXIII delle Recueil des chartes de l'abbaye de Saint-Benoît-sur-Loire, datato 978, Gombaldo viene citato come duca e vescovo.
In quegli anni ereditò la contea di Bordeaux, che entrò a far parte integrante del ducato, togliendola all'influenza del re di Francia. La ereditò da cugino, conte di Bordeaux, Guglielmo il Buono, figlio del conte Raimondo di Bordeaux e di Andregota, sorella di suo padre il duca Sancho IV.
Il monaco dell'Abbazia di Fleury, Aimone (circa 960-ca. 1010), cronista Franco del X secolo, nella narrazione della vita del monaco Abbone di Fleury nominò Guglielmo come conte dei Bordolesi e duca di tutti i Guasconi "Burdegalensium comes et ac totius Guasconiae dux".
Inoltre suo fratello Gombaldo divenne arcivescovo di Bordeaux (nel documento nº 5 del Cartulaire de l'abbaye de Saint-Cyprien de Poitiers, Archives historiques du Poitou Tome III, inerente ad una donazione di Guglielmo al monastero di Saint-Cyprien, Gombaldo si definisce arcivescovo di Bordeaux.
Quando rientrò in Guascogna dalla Navarra trovò che i Normanni avevano aumentato le loro scorrerie ed avevano stabilito una base permanente lungo il fiume Ardour. Guglielmo li affrontò e li sconfisse nel 982 nella battaglia di Taller (oggi nel dipartimento delle Landes), ponendo termine alle loro scorrerie ed eliminando la loro base sull'Ardour.
Il regno di Guglielmo unitamente a quelli dei suoi figli fu l'apogeo della casa di Guascogna, toccò il massimo dell'espansione e della potenza del ducato.
Non si conosce la data esatta della morte di Guglielmo, che avvenne verso il 996 e gli successe il figlio primogenito, Bernardo
Secondo la Historia monasterii S. Severi, tome II, Guglielmo fu sepolto nel monastero di San Severo.

## Discendenza
Guglielmo da Urraca ebbe quattro (o sei) figli:
- Garcia ( † prima del 1012, citato in un documento della Ex Historia Abbatiæ Condomensis, del 1012, in cui si prega suffragi della anime dei defunti della famiglia comitale di Guascogna[10])
- Bernardo I[17] (?-1009, avvelenato), duca di Guascogna.
- Gersenda[10] ( † dopo il 1112 che sposò nel 992 il duca di Borgogna Enrico il Grande (946-1002), da cui fu ripudiata[10], nel 996.
- Sancho VI[17] (?-1032), duca di Gascogna.
- Brisca o Sancha ( † prima del 1018), che, secondo la Historiarum libri tres del monaco e storico francese, Ademaro di Chabannes, verso il 1011, sposò, come seconda moglie, il duca d'Aquitania Guglielmo V ( † 1030)[23], che sempre secondo Ademaro di Chabannes era il figlio primogenito del duca d'Aquitania e conte di Poitiers, Guglielmo Braccio di Ferro e della moglie[24] Emma[25] Secondo il Chronico Sancti Maxentii il matrimonio avvenne tra il 1010 ed il 1113[26]; comunque, secondo il documento nº 7 delle Chartes de l'abbaye de Jumièges, Tome I, del 1112, Brisca compare come moglie del duca Guglielmo il Grande[2]. Ed ancora compare come testimone di una donazione fatta da Ugo IV di Lusignano al monastero di Saint Cyprien di Poitiers[27].
Brisca o Sancha a Guglielmo diede due figli:
  - Oddone o Eudes[23] (circa 1011-1039), duca di Guascogna e conte di Bordeaux d'Agen e di Bazas, duca d'Aquitania e conte di Poitiers.
  - Tibaldo, morto giovane, come ci viene confermato dal Chronicon Santi Maxentii Pictavinis, Chroniques des Eglises d´Anjou[28], che viene citato nel documento n° LXXXI, datata tra il 1011 ed il 1023 delle Chartes et documents pour servir à l'histoire de l'abbaye de Saint-Maixent, Archives historiques du Poitou, fatta dal suo fratellastro, il duca d'Aquitania, Guglielmo (Guglielmo il Grosso)[29].
- Adélaïde ( † prima del 1018), che sposò, in prime nozze, il conte d'Armagnac, Gerardo I Trancaleone, ed in seconde il visconte Arnoldo II di Guascogna[1].

### Fonti primarie
- (LA)  Monumenta Germaniae Historica, tomus II.
- (LA)  Cartulaire de Saint Vincent de Lucq.
- (LA)  Rerum Gallicarum et Francicarum Scriptires, tomus XII.
- (LA)  Rerum Gallicarum et Francicarum Scriptires, tomus XI.
- (LA)  Gallia Christiana tome I, Instrumenta.
- (LA)  Cartulaire de l'abbaye de Saint-Cyprien de Poitiers, Archives historiques du Poitou Tome III.
- (LA)  Monumenta Germaniae Historica, Scriptores, tomus IV.
- (LA)  Rerum Gallicarum et Francicarum Scriptires, tomus X.
- (LA)  Chartes et documents pour servir à l'histoire de l'abbaye de Saint-Maixent, Archives historiques du Poitou Tome XVI.
- (LA)  Chronicon Santi Maxentii Pictavinis, Chroniques des Eglises d´Anjou.

### Letteratura storiografica
- René Poupardin, "Ludovico il Pio", cap. XVIII, vol. II (L'espansione islamica e la nascita dell'Europa feudale) della Storia del Mondo Medievale, pp. 558–582.
- Louis Alphen, Francia: Gli ultimi Carolingi e l'ascesa di Ugo Capeto (888-987), in «Storia del mondo medievale», vol. II, 1979, pp. 636–661
- (FR)  Vasconie, étude historique et critique, deux parties.
- (FR)  Histoire de Gascogne, Tome I.
- (ES, LA) José María Lacarra, Textos navarros del códice de Roda (PDF), su unizar.es. URL consultato il 19 dicembre 2021 (archiviato dall'url originale il 30 novembre 2021).
- (FR)  Recueil des chartes de l'abbaye de Saint-Benoît-sur-Loire.